# Przełęk (Płośnica)
Przełęk (deutsch Przellenk) ist ein Dorf in der polnischen Woiwodschaft Ermland-Masuren. Es gehört zur Gmina Płośnica (Landgemeinde Heinrichsdorf) im Powiat Działdowski (Kreis Soldau).

## Geographische Lage
Przełęk liegt nördlich der Soldau (polnischer Name des Abschnitts der Wkra hier: Działdówka) im Südwesten der Woiwodschaft Ermland-Masuren, 33 Kilometer südwestlich der einstigen Kreisstadt Neidenburg (polnisch Nidzica) bzw. elf Kilometer westlich der heutigen Kreismetropole Działdowo (deutsch Soldau i. Ostpr.).

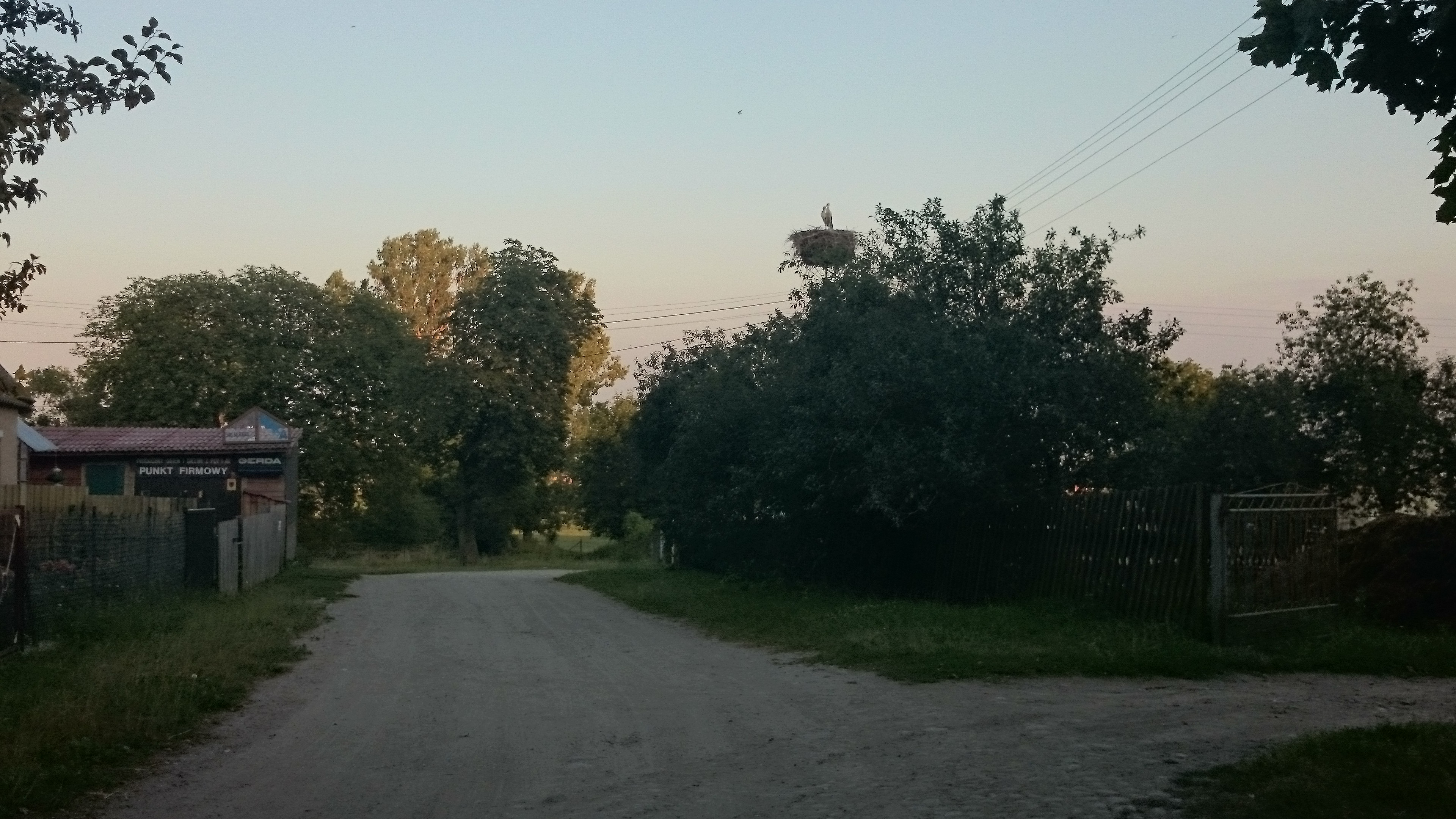
Dorfstraße mit Storchennest in Przełęk Kościelny

## Geschichte

### Ortsgeschichte
Das Dorf Przełęk entstand im Jahre 1931 in Polen, als die beiden bis 1920 deutschen und im Soldauer Gebiet gelegenen Dörfer Groß Przellenk (polnisch Przełęk Duże) und Klein Przellenk (Przełęk Mały) miteinander vereinigt wurden. Przełęk kam zum neu gebildeten Powiat Działdowski. 943 Einwohner zählten beide Dörfer 1931 zusammen. Przełęk kam 1939 zum Deutschen Reich, erhielt die deutsche Namensform „Przellenk“ und wurde 1940 in den Kreis Neidenburg in der preußischen Provinz Ostpreußen integriert.
1945 kam Przellenk erneut und in Kriegsfolge – zusammen mit dem gesamten südlichen Ostpreußen – zu Polen. Das Dorf gliederte sich jetzt in drei unselbständige Ortschaften: Przełęk Duże (Groß Przellenk), Przełęk Kościelny und Przełęk Mały (Klein Przellenk). Heute ist Przełęk ein Ort im Verbund der Gmina Płośnica (Landgemeinde Heinrichsdorf) im Powiat Działdowski (Kreis Soldau), bis 1998 der Woiwodschaft Ciechanów, seither der Woiwodschaft Ermland-Masuren zugehörig.

### Ortsgliederung
Neben dem Hauptort gliedert sich Przełęk in drei unselbständige Ortschaften:

#### Przełęk Duże (Groß Przellenk)
Das einstige Groß Przellenk war ein Dorf, das aus einem Gut mit ein paar Höfen bestand. Bis 1434 hieß es Walters Gut und führte erst nach 1820 den Namenszusatz Groß. Der Gutsbezirk Groß Przellenk kam 1874 zum neu gebildeten Amtsbezirk Grodtken (polnisch Gródki) im ostpreußischen Kreis Neidenburg. Im Jahre 1910 zählte Groß Przellenk 188 Einwohner.
Entsprechend den Bestimmungen des Versailler Vertrags kam Groß Przellenk mit allen anderen Orten im Soldauer Gebiet zu Polen. 1931 wurde es mit Klein Przellenk zum Dorf Przełęk zusammengeschlossen.

#### Przełęk Kościelny
Diese Ortschaft Przełęks entstand erst nach 1945. Ihren Namen verdankt sie dem Standort der Pfarrkirche.

#### Przełęk Mały (Klein Przellenk)
Das frühere Klein Przellenk wurde erstmals 1437 erwähnt und bestand aus großen und auch kleineren Höfen. Wie Groß Przellenk kam auch Klein Przellenk 1874 zum Amtsbezirk Grodtken (polnisch Gródki) im Kreis Neidenburg. 1910 zählte Klein Przellenk 54 Einwohner. Ab 1920 zu Polen gehörig wurde der Ort zusammen wieder mit Groß Przellenk in die neu gebildete Gemeinde Przełęk eingegliedert.

## Kirche

### Kirchengebäude
Eine Kirche gab es in Groß Przellenk bereits in vorreformatorischer Zeit. Mit der Reformation wurde sie ein evangelisches Gotteshaus. Erst im 17. Jahrhundert wurde sie von der römisch-katholischen Kirche annektiert.
Das heutige Gebäude ist zentrales Gotteshaus der Pfarrei Przełęk im Dekanat Lidzbark (Lautenburg), Region Brodnica (Strasburg), Bistum Toruń (Thorn). Es ist der Verklärung des Herrn sowie den Aposteln Apostel Petrus und Paulus gewidmet.

### Kirchengemeinde
Die seit der Reformation evangelische Kirche Groß Przellenks kam wie die Kirche des Nachbarorts Groß Lensk (polnisch Wielki Łęck), deren Filialkirche sie lange war, vor 1612 in die Hand polnischer Adliger gekommen. Es gelang nicht, sie für den evangelischen Gottesdienst zurückzugewinnen. Zur römisch-katholischen Pfarrei Przełęk gehören jetzt die Ortschaften Artulewo (Arthurshof), Gródki (Grodtken), Przełęk Duże (Groß Przellenk), Przełęk Kościelny und Przełęk Mały (Klein Przellenk).
Die evangelischen Einwohner richteten sich zur Kirche Heinrichsdorf (Kreis Neidenburg) in der Kirchenprovinz Ostpreußen der Kirche der Altpreußischen Union bzw. in der Diözese Działdowo der Unierten Evangelischen Kirche in Polen aus. Heute gehören sie zur Pfarrei der Erlöserkirche Działdowo mit der Filialgemeinde der Jesuskirche Lidzbark in der Diözese Masuren der Evangelisch-Augsburgischen Kirche in Polen.

## Verkehr
Przełęk liegt an der verkehrsreichen Woiwodschaftsstraße 544, die die Woiwodschaften Kujawien-Pommern, Ermland-Masuren und Masowien verbindet. Aus dem Südbereich der Gmina Płośnica führt eine Nebenstraße von Zalesie kommend nach Przełęk. Eine Anbindung an den Bahnverkehr besteht nicht.